# ليزوكا (فوكوكا)
مدينة ليزوكا (بالإنجليزية: Iizuka)‏ هي أحد المدن التابعة لمحافظة فوكوكا. تأسست رسميًا في 26/03/2006. ويقدر عدد سكانها بـ 132208 نسمة حسب تقدير مكتب الإحصاء الياباني لعام 2012. تبلغ مساحة ليزوكا 214.13 كم2. بكثافة سكانية تبلغ 617 نسمة/كم2.

## المناخ
يظهر الجدول التالي التغييرات المناخية على مدار السنة لليزوكا:
| البيانات المناخية لـليزوكا        | البيانات المناخية لـليزوكا | البيانات المناخية لـليزوكا | البيانات المناخية لـليزوكا | البيانات المناخية لـليزوكا | البيانات المناخية لـليزوكا | البيانات المناخية لـليزوكا | البيانات المناخية لـليزوكا | البيانات المناخية لـليزوكا | البيانات المناخية لـليزوكا | البيانات المناخية لـليزوكا | البيانات المناخية لـليزوكا | البيانات المناخية لـليزوكا | البيانات المناخية لـليزوكا |
| الشهر                             | يناير                      | فبراير                     | مارس                       | أبريل                      | مايو                       | يونيو                      | يوليو                      | أغسطس                      | سبتمبر                     | أكتوبر                     | نوفمبر                     | ديسمبر                     | المعدل السنوي              |
| --------------------------------- | -------------------------- | -------------------------- | -------------------------- | -------------------------- | -------------------------- | -------------------------- | -------------------------- | -------------------------- | -------------------------- | -------------------------- | -------------------------- | -------------------------- | -------------------------- |
| متوسط درجة الحرارة الكبرى °م (°ف) | 8.9 (48.0)                 | 9.8 (49.6)                 | 13.9 (57.0)                | 19.6 (67.3)                | 23.9 (75.0)                | 26.7 (80.1)                | 30.5 (86.9)                | 31.7 (89.1)                | 27.8 (82.0)                | 22.7 (72.9)                | 17.2 (63.0)                | 11.7 (53.1)                | 20.4 (68.7)                |
| المتوسط اليومي °م (°ف)            | 4.4 (39.9)                 | 5.1 (41.2)                 | 8.4 (47.1)                 | 13.8 (56.8)                | 18.2 (64.8)                | 21.8 (71.2)                | 26.2 (79.2)                | 26.8 (80.2)                | 22.7 (72.9)                | 16.7 (62.1)                | 11.5 (52.7)                | 6.7 (44.1)                 | 15.2 (59.4)                |
| متوسط درجة الحرارة الصغرى °م (°ف) | 0.4 (32.7)                 | 1.0 (33.8)                 | 3.3 (37.9)                 | 8.6 (47.5)                 | 13.0 (55.4)                | 17.8 (64.0)                | 22.9 (73.2)                | 23.1 (73.6)                | 18.8 (65.8)                | 11.7 (53.1)                | 6.5 (43.7)                 | 2.1 (35.8)                 | 10.8 (51.4)                |
| الهطول مم (إنش)                   | 80.7 (3.18)                | 83.6 (3.29)                | 113.3 (4.46)               | 143.7 (5.66)               | 162.2 (6.39)               | 292.9 (11.53)              | 307.6 (12.11)              | 165.2 (6.50)               | 184.8 (7.28)               | 96.1 (3.78)                | 78.3 (3.08)                | 58.9 (2.32)                | 1٬767٫3 (69.58)            |
| متوسط تساقط الثلوج سم (إنش)       | 15 (5.9)                   | 10 (3.9)                   | 2 (0.8)                    | 0 (0)                      | 0 (0)                      | 0 (0)                      | 0 (0)                      | 0 (0)                      | 0 (0)                      | 0 (0)                      | 0 (0)                      | 4 (1.6)                    | 31 (12.2)                  |
| متوسط الرطوبة النسبية (%)         | 71                         | 72                         | 71                         | 72                         | 73                         | 79                         | 80                         | 79                         | 80                         | 77                         | 76                         | 73                         | 75                         |
| ساعات سطوع الشمس الشهرية          | 97.0                       | 105.7                      | 155.5                      | 165.2                      | 186.7                      | 145.7                      | 172.9                      | 201.4                      | 153.0                      | 170.1                      | 130.3                      | 107.2                      | 1٬790٫7                    |
| المصدر: NOAA (1961-1990)          |                            |                            |                            |                            |                            |                            |                            |                            |                            |                            |                            |                            |                            |

## أعلام
- تومويا هيراياما
- ريوتا أريميتسو
- كازوكي تيشيما
- توموهيتو أميرة ميكاسا
- شونيشيرو زايتسو